# Saint-Romans-lès-Melle
Saint-Romans-lès-Melle is een gemeente in het Franse departement Deux-Sèvres (regio Nouvelle-Aquitaine) en telt 638 inwoners (1999). De plaats maakt deel uit van het arrondissement Niort.

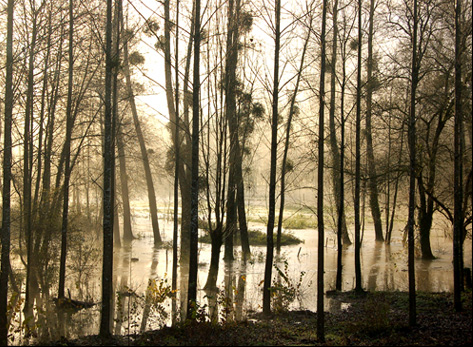
Vallée Beronne
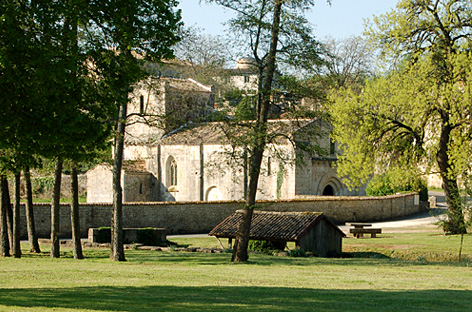
Place Église

## Geografie
De oppervlakte van Saint-Romans-lès-Melle bedraagt 8,9 km², de bevolkingsdichtheid is 71,7 inwoners per km².
De onderstaande kaart toont de ligging van Saint-Romans-lès-Melle met de belangrijkste infrastructuur en aangrenzende gemeenten.

## Demografie
Onderstaande figuur toont het verloop van het inwonertal (bron: INSEE-tellingen).